# Passo Ak-Bajtal
Il passo Ak-Bajtal è un valico montano situato nella catena del Pamir, in Tagikistan.

## Descrizione
Con i suoi 4655 m di altezza, è il più alto valico della strada del Pamir, un percorso stradale internazionale automobilistico che collega gli stati dell'Asia centrale situati attorno alla grande catena montuosa del Pamir.
È situato sullo spartiacque che divide le creste dei Monti del Sarykol da quelle dei monti Muzkol; il passo separa il corso superiore del fiume Muzkol (il bacino del lago Kara-Kul) dalle sorgenti del fiume Akbajtal meridionale (bacino di Murghab) in Tagikistan.
La salita dal versante della valle Muzkola è relativamente dolce, mentre il versante dalla valle dell'Akbajtal meridionale è più ripido e caratterizzato da una serie di tornanti. Il valico automobilistico è aperto tutto l'anno. Il percorso attraverso il passo è diventato accessibile al traffico automobilistico alla fine del XIX secolo, quando il territorio entrò a far parte dell'Impero Russo.

## Caratteristiche
Il territorio intorno al passo Ak-Bajtal è interamente montuoso, con un ambiente arido/desertico e natura selvaggia. Non vi sono centri abitati nelle vicinanze.
Il clima è freddo e secco. La temperatura media annua è di -5 °C. Il mese più caldo è luglio, con 12 °C, e il più freddo gennaio, con -24 °C.
La piovosità media è di 345 millimetri all'anno. Il mese più piovoso è novembre, con 125 millimetri di pioggia, e il meno piovoso è gennaio, con 8 millimetri.

## Galleria d'immagini

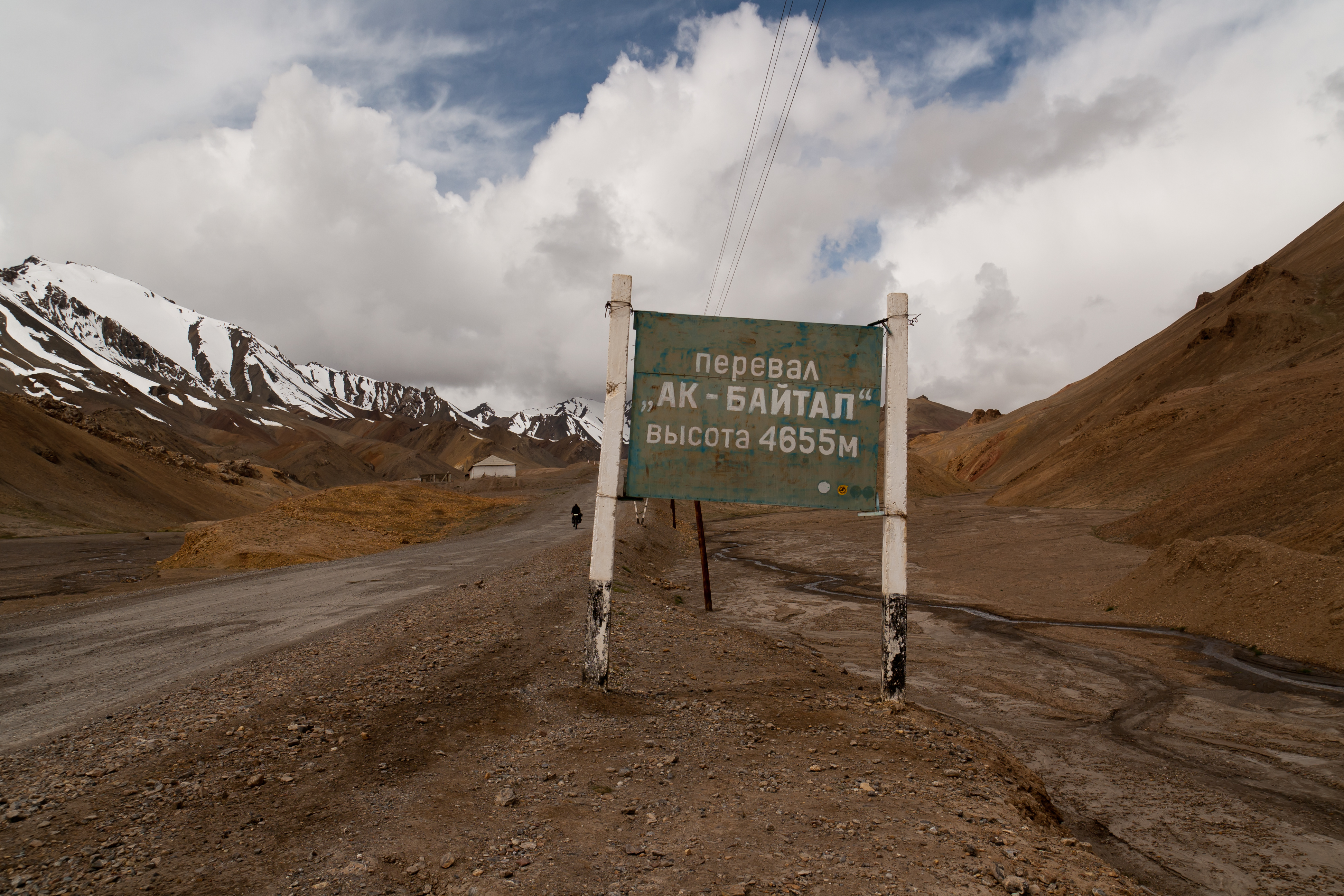
La strada del Pamir al passo Ak-Bajtal (4655 m).
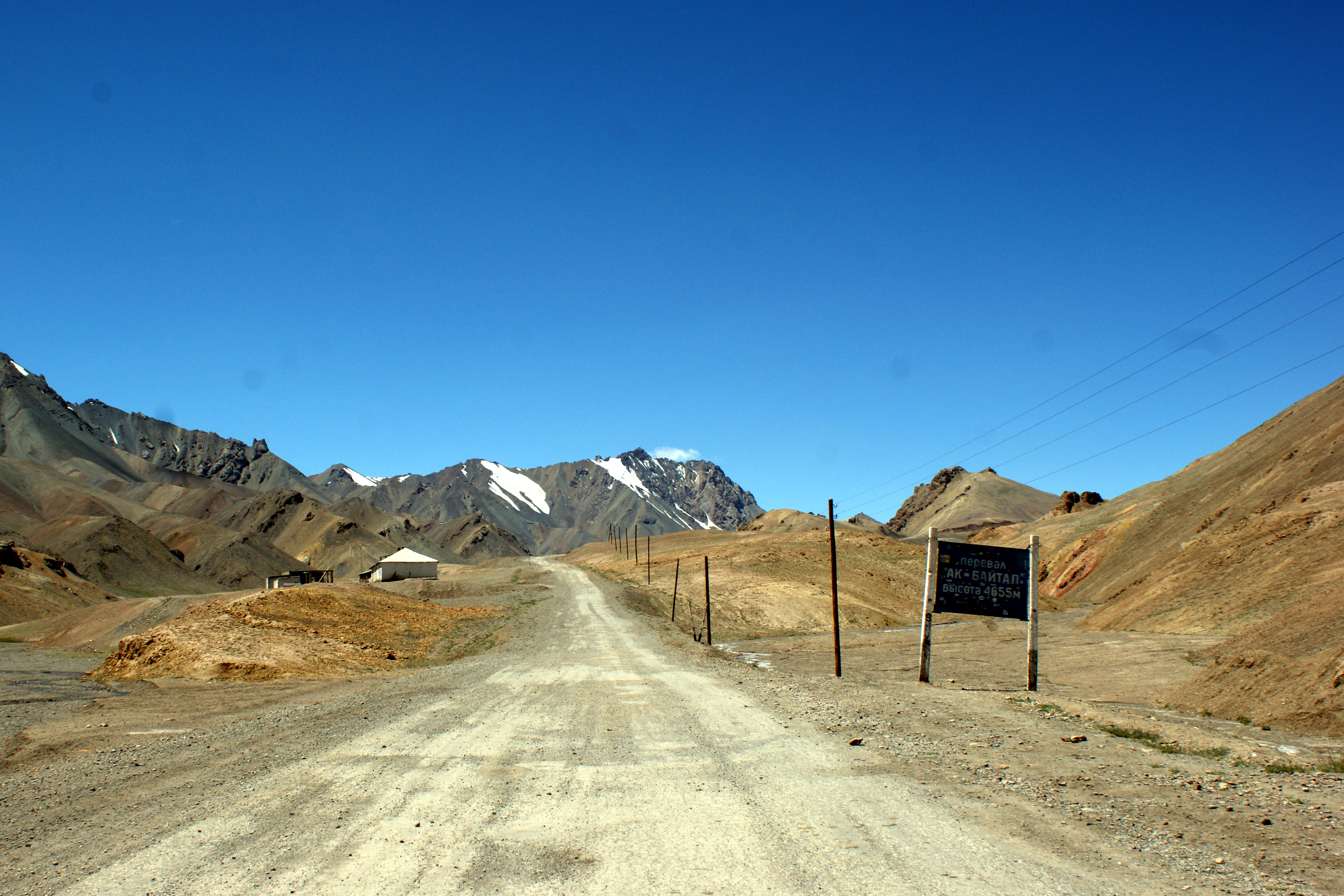
Il passo in direzione ovest.
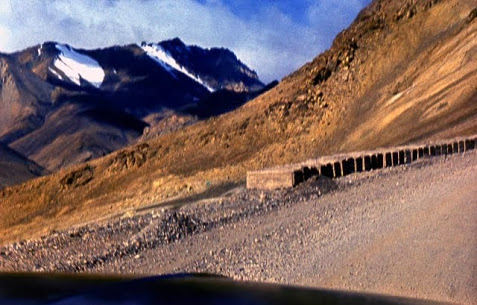
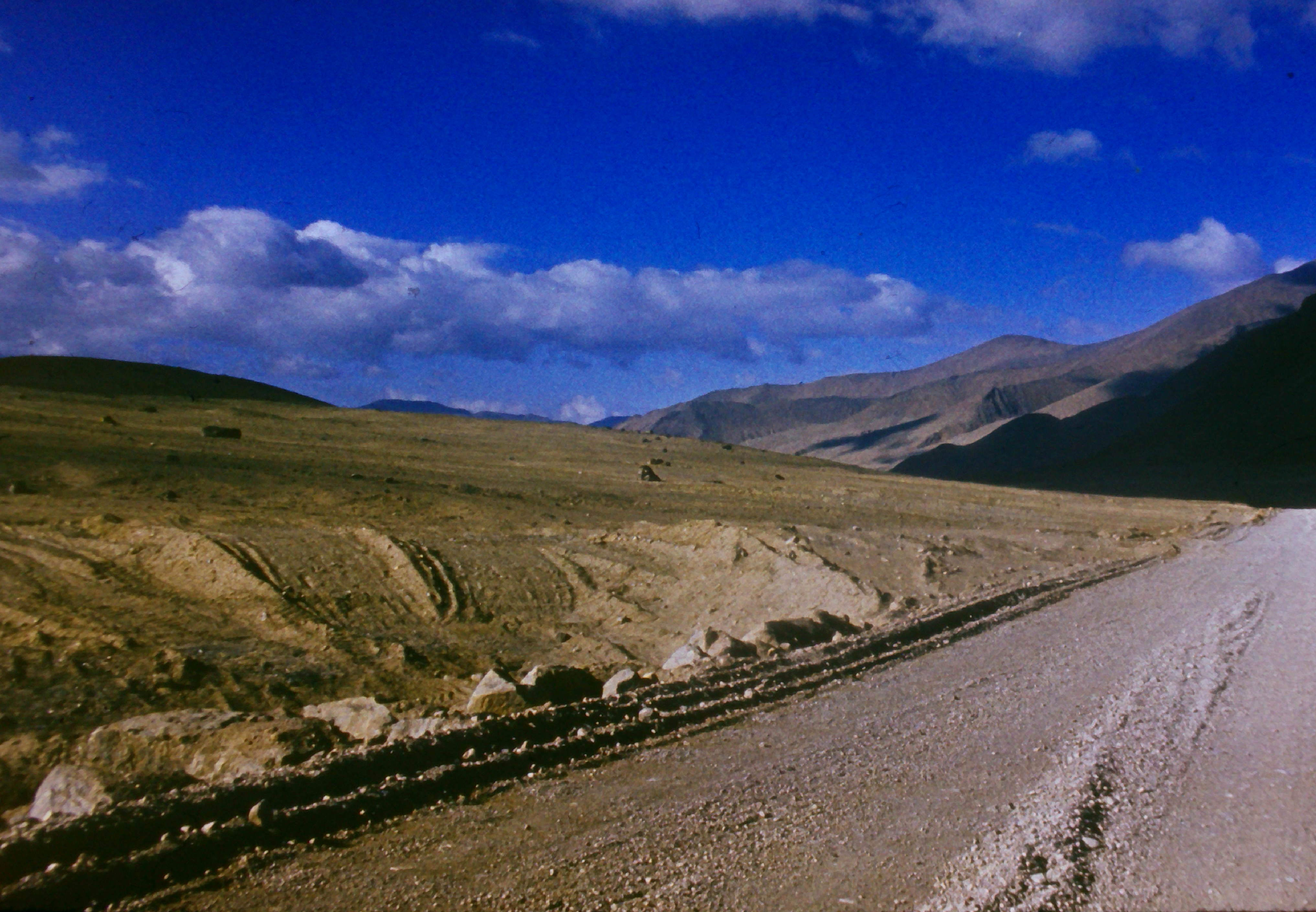
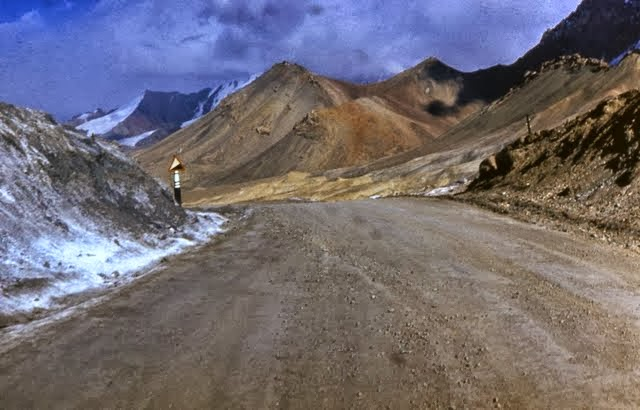
Segnale di inizio di un tratto in discesa ripida.